# ФК Будучност
„Будучност“ (на черногорски: Fudbalski Klub Budućnost Podgorica) е черногорски футболен клуб от столицата Подгорица.
Тимът се състезава на най-високото ниво на черногорския клубен футбол – Черногорската първа лига. Клубните цветове са син и бял. Отборът е част от спортната организация „Будучност“.

## История на клуба
Клубът е основан през 1925 година. През 1946 „Будучност“ става първия черногорски клуб, попаднал в висшата лига на Югославия. Най-големият му успех в югославския период се явява финалът за купата на Югославия през 1964/65 и 1976/77. Отборът участва също и в турнира за Купа Интертото през 1981 година и става първи в своята група. Следващото участие в турнира е през 1995 година, и доста по-късно през 2005. Най-големия успех на международната арена е финала за Балканската купа през 1991 година, който „Будучност“ губи от румънския клуб Интер от град Сибиу, победил преди това на полуфинала турския „Галатасарай“. Още един резултат на отбора, който ще бъде запомнен на международната арена е домакинската победа с резултат 2:1 над испанския „Депортиво Ла Коруня“ в купата Интертото през 2005 година.
Отборът добива значителни успехи в независимото черногорско първенство след излизането на Черна гора от състава на съюзната република Сърбия и Черна гора през 2006 година. Отборът става шест пъти вицешампион, а през 2014/15 става и бронзов медалист. Клубът играе три пъти финал за Купата на Черна гора през 2007/08, 2009/10 и 2015/16.
Някои от най-видните играчи играли по-рано за отбора в югославските и сръбски периоди от съществоването на клуба: Бранко Брнович, Деян Савичевич, Предраг Миятович и Симон Вукчевич.
Четири пъти „Будучност“ печели златните медали в черногорското първенство: през сезоните 2007/08, 2011/12, 2016–17 и 2019/20.
Мачът с главния им съперник „Сутиеска (Никшич)“ е наричан Черногорското дерби.

## Успехи
Национални
 Черна гора
- Черногорска първа лига
  -  Шампион (7): 2007/08, 2011/12, 2016/17, 2019/20, 2020/21, 2022/23, 2024/25
  -  Сребърен медалист (9): 2006/07, 2008/09, 2009/10, 2010/11, 2012/13, 2015/16, 2017/18, 2018/19, 2021/22
  -  Бронзов медалист (2): 2014/15, 2023/24
- Купа на Черна гора
  -  Носител (5): 2012/13, 2018/19, 2020/21, 2021/22, 2023/24
  -  Финалист (3): 2007/08, 2009/10, 2015/16

 Сърбия и Черна гора (2003-2006)
- Първа лига на Сърбия и Черна гора:
  - 6-о място (1): 2004/05
- Втора лига на Сърбия и Черна гора:
  -  Шампион (1): 2003/04
- Купа на Сърбия и Черна гора
  -  Носител (1): 2003/04

 СР Югославия (1992-2003)
- Първа лига на СР Югославия:
  - 6-о място (1): 1993/94

 СФРЮ
- Купа на Югославия
  -  Финалист (2): 1964/65, 1976/77
- Първа лига на Югославия
  - 5-о място (2): 1948/49, 1978/79
- Втора лига на Югославия
  -  Шампион (2): 1961/62, 1972/73

 Кралство Югославия (1918-1941)
- Шампионат на Черна гора (1922-1940)
  -  Шампион (4): 1932, 1933 (есен), 1933 (лято), 1934
  -  Сребърен медалист (2): 1931, 1935
- Купа на Черна гора (1922-1940)
  -  Носител (7): 1949, 1955, 1955/56, 1956/57, 1966/67, 1967/68, 2003/04

Международни
- Балканска купа
  -  Финалист (1): 1990/91

## Привърженици
Феновете на „Будучност“ са по известни като „варвари“. Традиционните им цветове са син и бял, които са и цветовете на спортните клубове „Будучност“. За мачовете на „Будучност“ „варварите“ окупират северната трибуна на градския стадион в Подгорица. Те имат запазено място и в Спортен център „Морака“ като фенове и на баскетболния тим на „Будучност“. „Варвари“ винаги са били в добри, дори повече от добри отношения с ултрас групата "ДЕЛИJE" на „Цървена звезда“. „Варвари“ е най-добре организираната група на привърженици в цяла Черна гора.